# Schnittervase

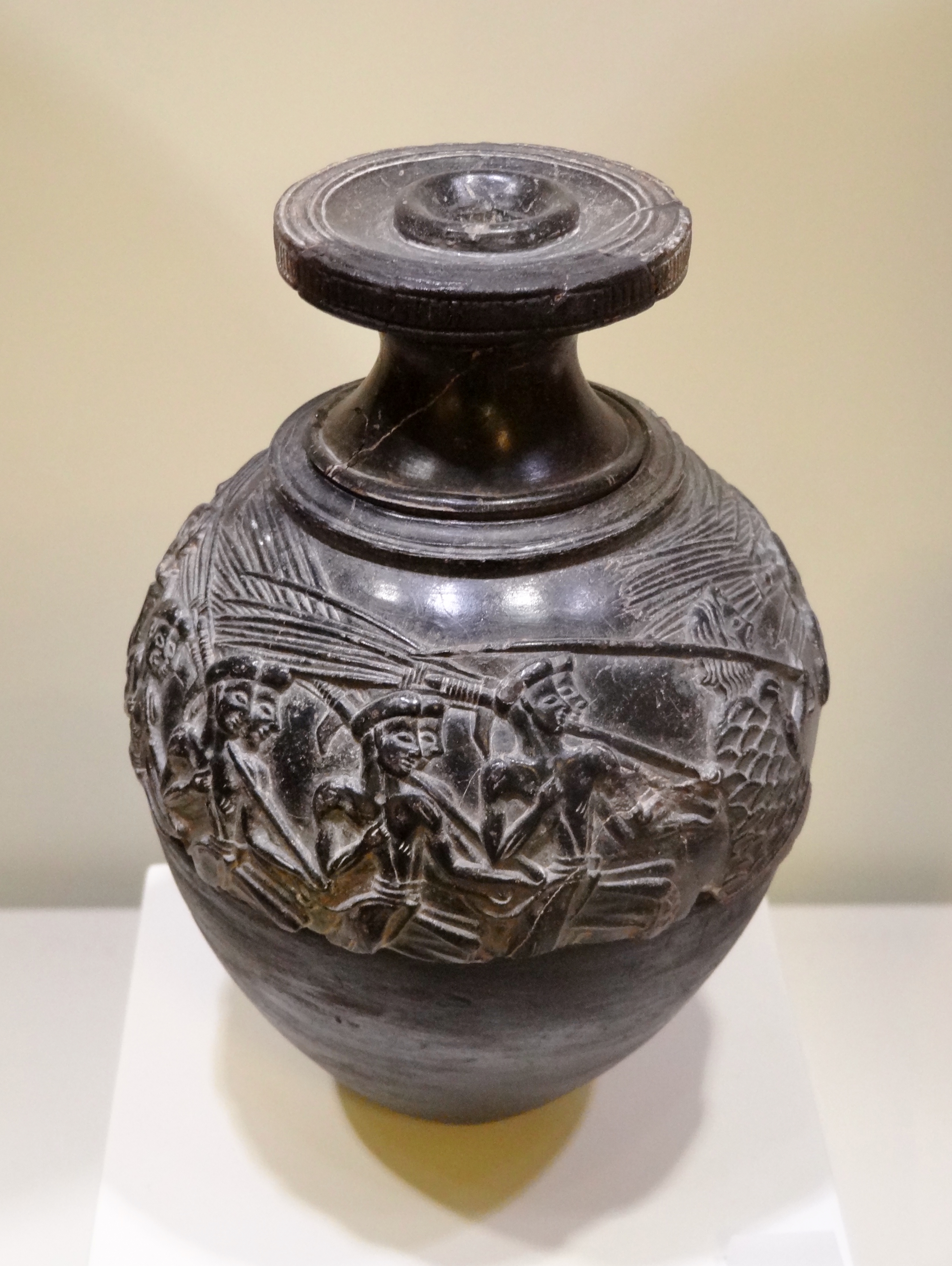
Die Schnittervase als Ausstellungsobjekt im Archäologischen Museum Iraklio

Die Schnittervase (neugriechisch Αγγείο των θεριστών Angio ton Theriston) ist ein Reliefrhyton aus schwarzem Speckstein aus der Zeit der minoischen Kultur. Das Rhyton wurde 1902 im Westflügel der Ausgrabungsstätte des Palastes von Agia Triada auf der griechischen Insel Kreta gefunden. Allgemein wird die Schnittervase auf etwa 1500 bis 1450 v. Chr. der Neupalastzeit Kretas (SM I) datiert. Sie befindet sich heute unter der Inventar-Nr. AE 184 im Archäologischen Museum in Iraklio, der Hauptstadt Kretas.

## Fundgeschichte und Beschreibung
Koordinaten der Fundstelle: 35° 3′ 32,6″ N, 24° 47′ 32,9″ O
Der Palast von Agia Triada, auch als Villa von Agia Triada bezeichnet, wurde erstmals ab Mai 1902 durch Federico Halbherr von der Missione Archeologica Italiana di Creta untersucht. Bereits im selben Jahr fanden stratigraphische Grabungen statt. Die Ausgrabungen standen seit 1903 unter der Leitung von Roberto Paribeni und wurden mit Unterbrechungen bis 1914 durch Federico Halbherr und Enrico Stefani fortgeführt. Ab 1910 begann man mit der Sicherung und Wiederherstellung der aufgefundenen Gebäudereste.

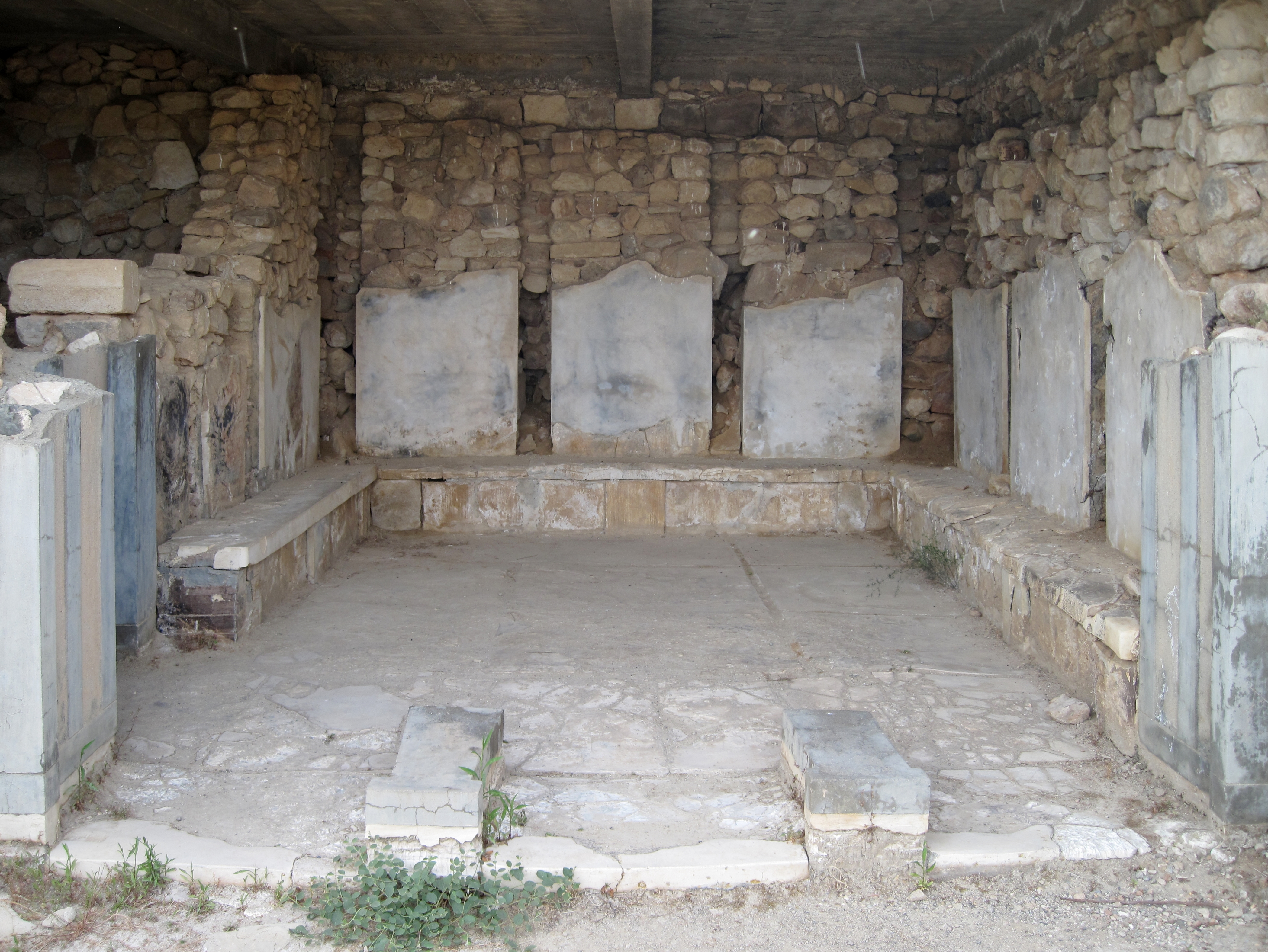
Fundort der Schnittervase in Agia Triada

Die Schnittervase, ein Rhyton aus Speckstein, auch Steatit genannt, von dem nur die oberen beiden Teile des ehemals dreiteiligen Gefäßes erhalten sind, wurde schon bei den Versuchsgrabungen des Jahres 1902 entdeckt. Das Fundstück befand sich in einem Raum des nördlichen Teils des Westflügels des Palastes von Agia Triada, der mit umlaufenden Bänken und einem Fußboden aus Alabaster ausgestattet ist. Die Wandverkleidung, ebenfalls aus Alabaster, ist durch senkrechte Spalten unterbrochen, in denen sich Holzbalken befanden, die das Dach stützten und der Konstruktion Festigkeit und Elastizität gaben, letzteres von Wichtigkeit wegen der häufigen Erdbeben. Der Raum wurde nach den Ausgrabungen rekonstruiert und zum Schutz vor Witterungseinflüssen mit einem Betondach versehen. Man vermutet, dass die Schnittervase bei der Zerstörung des Palastes aus einem oberen Stockwerk in den Raum mit den Alabasterbänken herunterfiel.
Die offizielle Erstpublikation des Fundes erfolgte 1903 mit dem Grabungsbericht Il Vaso di Hagia Triada durch Luigi Savignoni. Vorab erschien in einer kurzen Passage eines umfassenden Berichts der British School at Athens über die griechischen Ausgrabungsergebnisse der Jahre 1901 und 1902 die Bekanntgabe des Fundstücks durch deren Direktor Robert Carr Bosanquet.

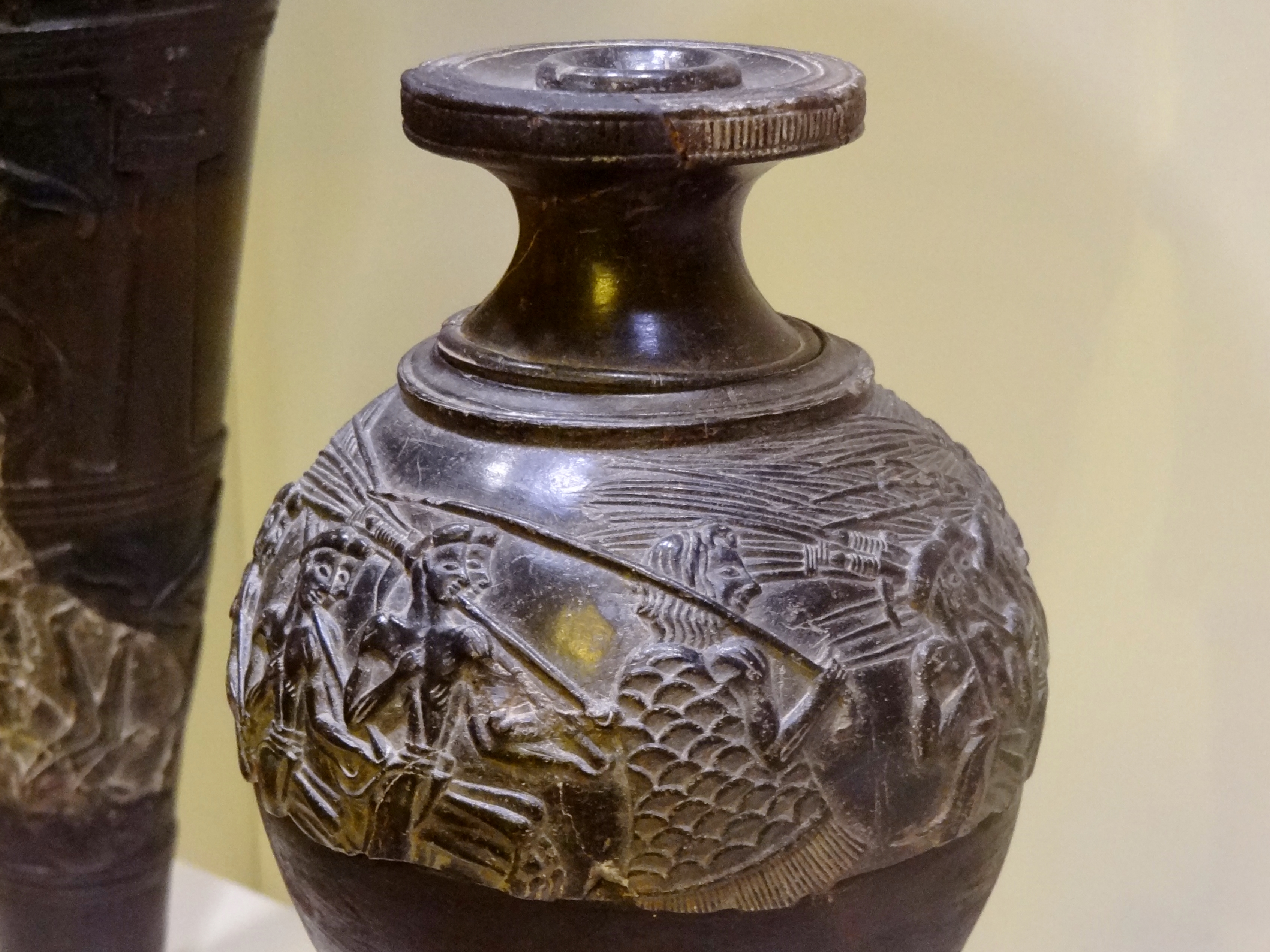
Erhaltenes Oberteil der Schnittervase

Der erhaltene obere Bereich der Schnittervase ist 10,0 Zentimeter hoch und hat einen maximalen Durchmesser von 11,5 Zentimeter. Der kugelige Specksteinrhyton mit seinem um die gesamte Gefäßwand verlaufenden Flachrelief besitzt einen diaboloförmigen Aufsatz für den Einguss. Er gleicht von der Form einem in Kato Zakros gefundenen bemalten Tontopf. Eine Nachbildung von Emile Gilliéron, von der Archäologin Gisela Richter 1908 dem Metropolitan Museum geschenkt, nimmt eine ursprüngliche Höhe der Schnittervase einschließlich des Unterteils von 18,4 cm an. In dem aus der Außenfläche herausgearbeiteten Relief der Schnittervase sind 27 männliche Personen dargestellt. Sie befinden sich scheinbar in Bewegung, indem sie für den Betrachter in einem ununterbrochenen Umlauf von links nach rechts marschieren. Von ihnen laufen 20 paarweise nebeneinander. Sie und eine weitere einzelne Person in der „Mitte“ des Aufzugs sind mit freiem muskulösen Oberkörper, einer kleinen barettähnlichen Kappe auf kurzen Haaren und einem minoischen Schurz mit Phallustasche abgebildet. Über die linke Schulter trägt jeder der 21 offensichtlich jungen Männer einen geschäfteten Dreizack oder dreizinkige Forke und an den linken Oberschenkel ist ein nicht definierbarer Gegenstand angebunden.
Am „Anfang“ des Zuges, der Gruppo iniziale del bassorilievo bei Savignoni, schreitet eine barhäuptige Person mit langen Haaren, einem geschuppten Umhang, der die rechte Schulter freilässt und unten in Fransen übergeht, und einem langen, unten gekrümmten Stab über die rechte Schulter. Zwischen den paarweise marschierenden jungen Männern sieht man in der Gruppo centrale eine von den athletischen Körperformen der Dreizackträger abweichende Person mit offenem Mund und einem Sistrum, einer aus dem alten Ägypten bekannten Rassel, in der rechten Hand. Das Sistrum auf der Schnittervase mit zwei Schellen auf einer Reihe hat große Ähnlichkeit mit einem in der Nekropole von Fourni im mittelkretischen Gemeindebezirk Archanes ausgegrabenen Fundstück, das jedoch vier Schellen auf zwei Reihen besitzt. Weitere Instrumente dieser Art wurden in Archanes und der Höhle von Agios Charalambos in Ostkreta gefunden. Versetzt hinter dem Sistrumträger erkennt man in dem Relief der Schnittervase 3 Männer ohne Mütze mit kurzen Haaren, deren offene Münder möglicherweise Gesang oder lautes Rufen andeuten sollen. Vor den „letzten“ 4 Männern des Zuges, in der Gruppo finale, ist in Hüfthöhe der marschierenden Personen ein Gesicht erkennbar, eine Person, die zwischen den paarweise laufenden Dreizackträgern gestürzt sein könnte oder getragen wird.

## Deutungen des Reliefs
Bereits im ersten Bericht über das Fundstück durch Robert Carr Bosanquet in Archaeology in Greece 1901–1902 fand sich für das auf ihr befindliche Relief eine Interpretation als „Ernteszene“. Der Autor deutete das Relief als ‚Schnitter-Heimkehr‘, als er schrieb:

„Eine Vase aus eingeschnittenem Steatit … Rundum verläuft ein Flachrelief, das eine fröhliche Prozession von tanzenden und singenden Bauern zeigt, die dreizinkige Forken auf ihren Schultern tragen. Der Anführer ist eine auffällige Figur mit langen Haaren in einem Schuppenpanzer-Kürass; die übrigen, zwanzig oder mehr an der Zahl, tragen nur den charakteristischen Lendenschurz mit einem engen Gürtel und eine kleine Mütze. Mittig in der Prozession ist ein Mann, der mit einem Sistrum den Takt für drei Burschen schlägt, die hinter ihm mit offenem Mund marschieren, als ob sie aus voller Kehle singen. Die Gruppe, die den Schluss bildet, trägt einen Mann an den Schultern. Die Entdecker erklären die Szene als die Rückkehr von einem erfolgreichen Beutezug, und den oben getragenen Mann als einen Gefangenen. Man ist eher versucht, im Hinblick auf die leichte Ausrüstung der Beteiligten, es als ‚Schnitter-Heimkehr‘ zu betrachten und in den Dreizacken, die sie tragen, Θρίνακες oder Worfelgabeln zu sehen, die noch heute auf Kreta Θρινάκια genannt werden.“

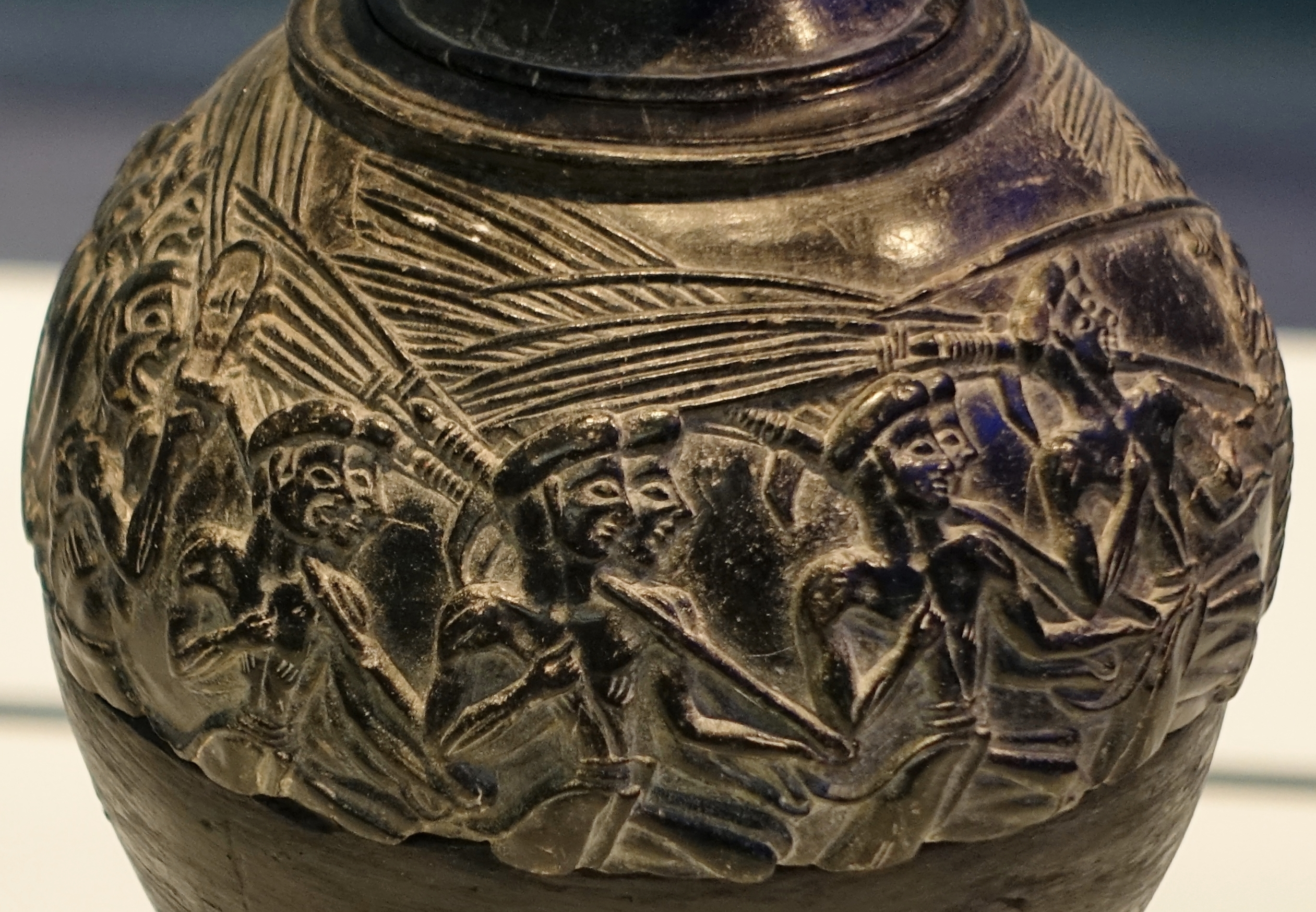
Paarweise Dreizackträger

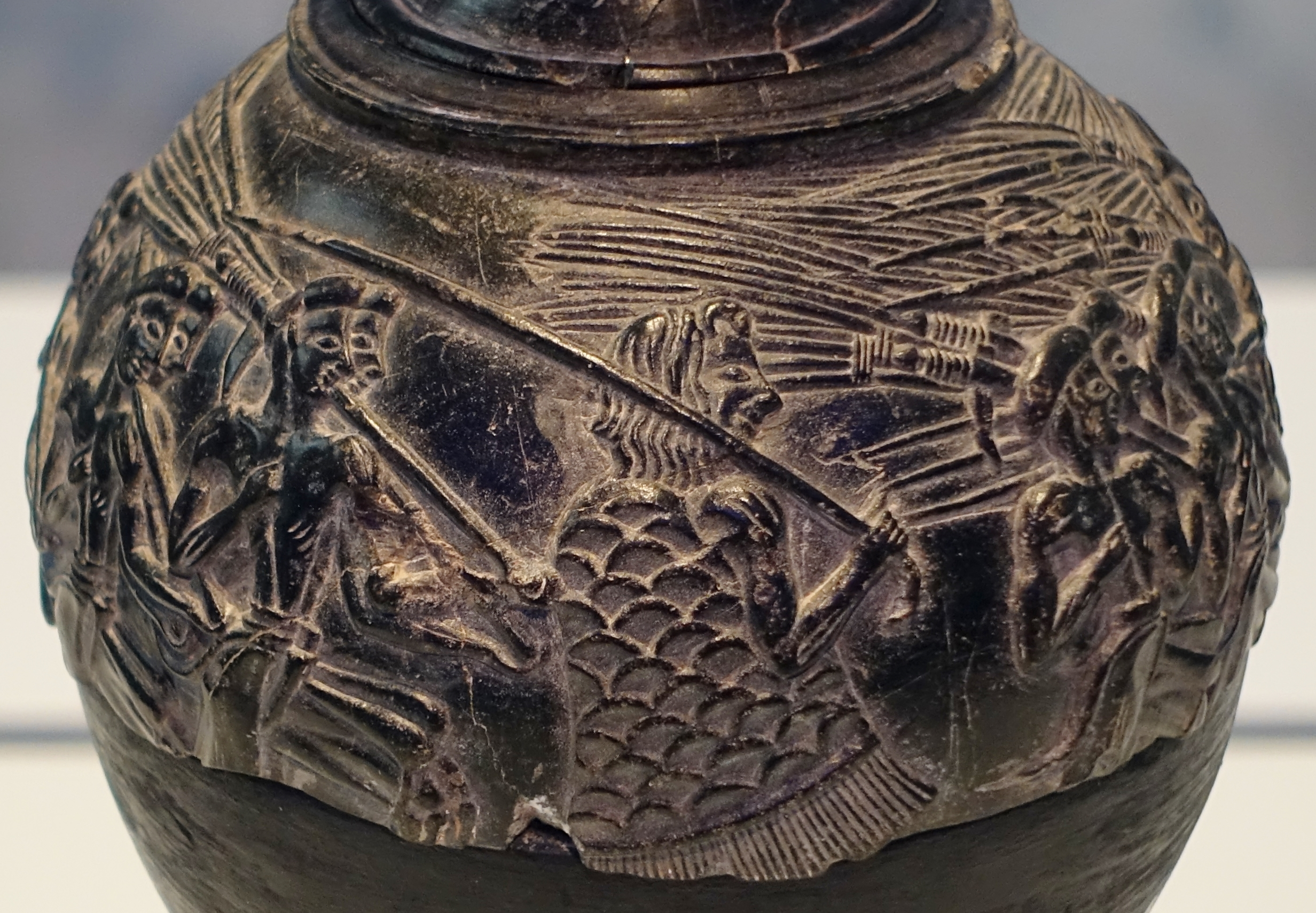
Anführer mit Schuppenpanzer

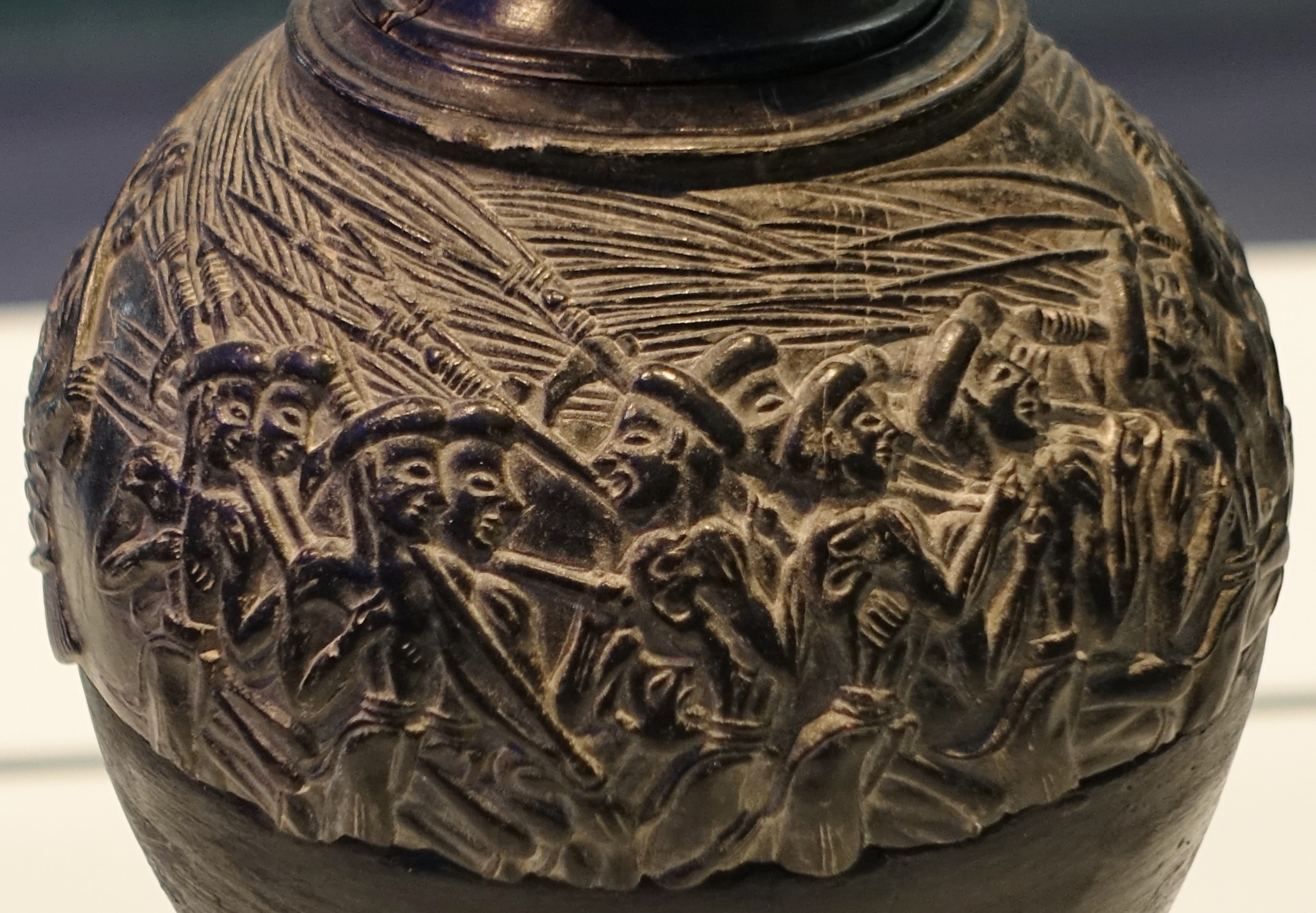
„Ende“ des Aufzugs

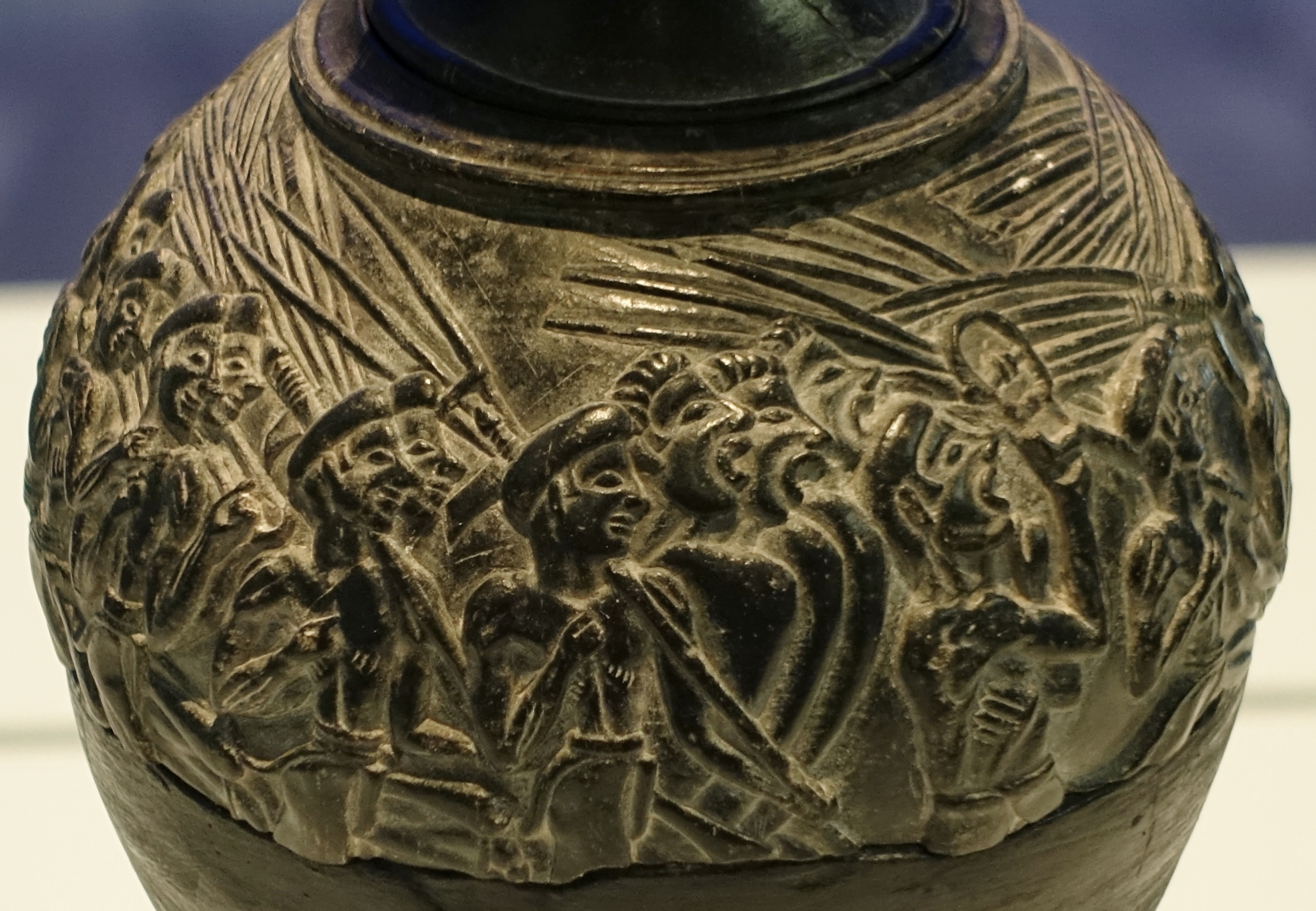
Sistrumträger vor Sängern

Der Hinweis auf die Szenenerklärung der Entdecker in Bosanquets Interpretation macht deutlich, dass er den Grabungsbericht schon vor dessen Veröffentlichung im Jahr 1903 kannte. John Forsdyke ging in seinem Aufsatz The 'Harvester' Vase of Hagia Triada von 1954 davon aus, dass Bosanquet zumindest Bilder der Schnittervase gesehen haben müsse, um die Deutung der Ausgräber abzulehnen.
Luigi Savignoni, von Federico Halbherr gebeten, den Grabungsbericht zu veröffentlichen, beschrieb die Figuren des Reliefs der Schnittervase als marschierende Soldaten, bei der Rückkehr von einer erfolgreichen Operation. Die Dreizacke, die sie trugen, τρίαινα oder τριόδους auf Griechisch, tridens oder fuscina auf Latein, wurden dabei als Waffen gedeutet. Savignonis detaillierte Beschreibung des Rhytons und des Reliefs stellte die Schnittervase Bildern anderer minoischer Funde der Zeit gegenüber und verglich sie mit Beschreibungen aus der klassischen griechischen Literatur. Auf die abweichende Meinung Bosanquets eingehend erklärte er, die Entscheidung darüber müsse über das geschulterte Gerät gefunden werden. Er kam zu dem Schluss, dass die Geräte Dreizinken oder Dreizacke mit Klingen, Sensen oder Haken seien, wie sie im militärischen Gebrauch üblich waren, vor allem, aber nicht ausschließlich, in der maritimen Kriegsführung. Bei dem Objekt am linken Oberschenkel der Dreizackträger entschied sich Savignoni nach Abwägung verschiedener Alternativen für einen Proviantbeutel. Den Mantel des „Anführers“ hielt er für einen Kürass zum Schutz im Kampf, den „sich bückenden“ Mann möglicherweise für einen widerspenstigen Gefangenen.
Forsdyke meinte dazu 1954, auch andere Interpretationen einbeziehend:

„[Savignoni] erklärte die gabelartigen Geräte als Stichwaffen gleich dem Dreizack römischer Gladiatoren, verbessert durch die Zugabe eines Hackmessers. Dies ist äußerste Phantasie, wurde aber von einigen der deutschen Kommentatoren übernommen. Déchelette, Milani und andere meinten, dass die Männer auf dem Weg zu oder von einer Opferung waren, und die langen Stangen als Spieße zum Braten von Fleisch nutzten. Hammarström, der in Finnland schreibt, verglich die Forken mit Besen, die in einigen modernen Fruchtbarkeitsriten für das Schlagen von Obstbäumen verwendet werden, und schlug vor, dass die Klingen Klappmesser sein könnten. Aber die meisten Gelehrten erkannten die Szene als Landwirtschaftsfest zur Erntezeit an. H. R. Hall nannte die Geräte Schlägel (mit einem Fragezeichen) und John Pendlebury Worfelfächer: doch das letzte muss ein Flüchtigkeitsfehler für Worfelgabeln sein. Im Allgemeinen führten die Zinken und Klingen dazu, dass man einen Bezug zu Sensen und Heugabeln annahm, ohne zu überlegen, wie das zusammengesetzte Gerät für beide Zwecke verwendet worden sein könnte.“

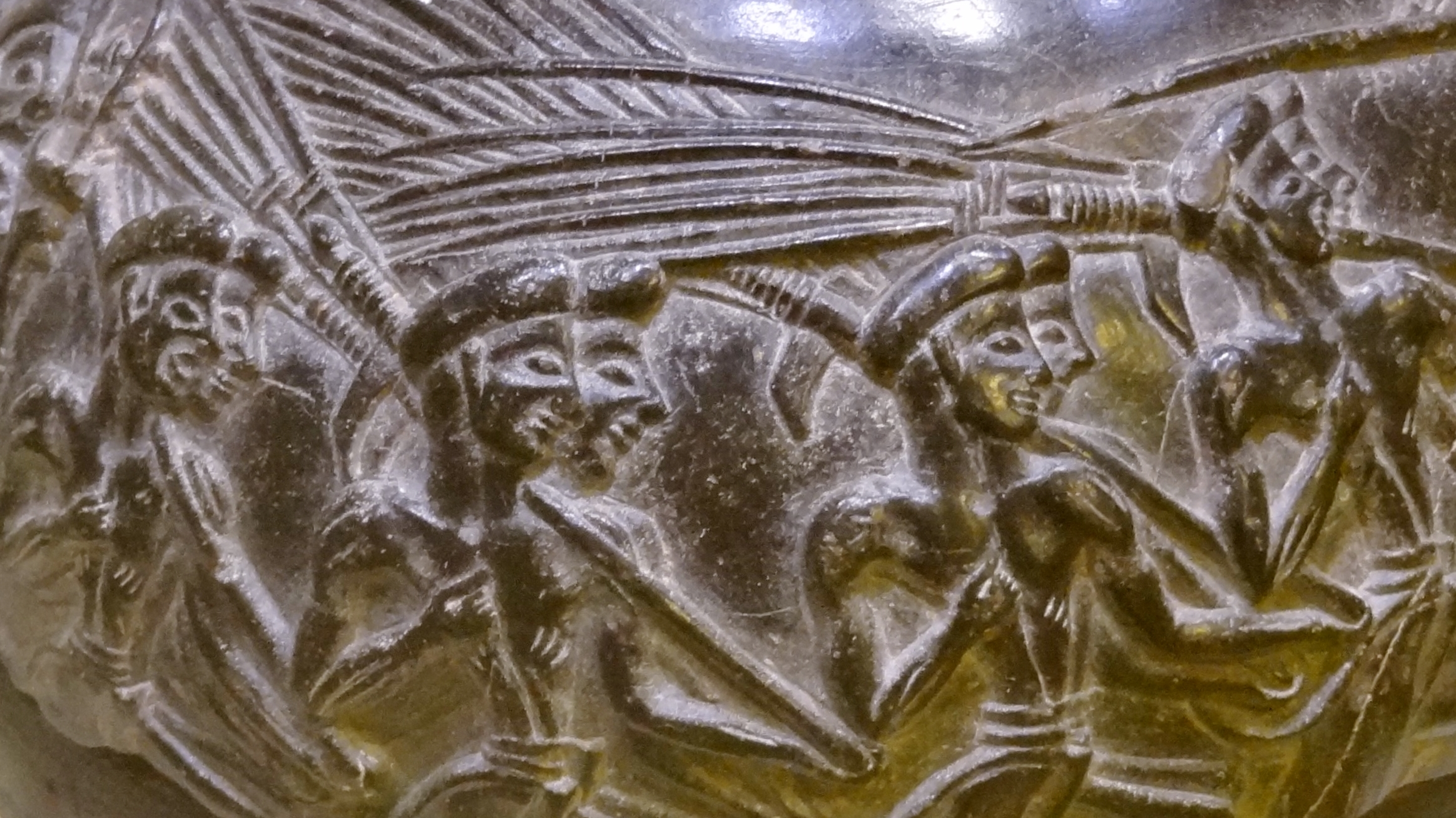
Detailaufnahme der Dreizackträger

Das geschulterte Gerät, das die Mehrzahl der marschierenden Männer trägt und das nach Savignoni entscheidend für die Interpretation des Reliefs ist, beschrieb Kurt Müller 1915 als „aus einer langen Stange [bestehend], in die oben eine kurze, leicht gekrümmte spitze Klinge hineingesteckt scheint; darüber sind noch drei lange, gerade und ziemlich dünne Stäbe gabelartig eingebunden“. Müller verwarf die Deutungen des „leichten Gerätes“ als Waffe, wie auch als Bratspieß oder Heugabel. Für letzteres meinte er, „würde [man] die Zinken weniger dünn und lang, dafür aber gekrümmt erwarten“. In Bezug auf das an dem Gerät angebrachte „kurze Krummesser“ widersprach sich Müller allerdings selbst, indem er es zunächst als Teil des Gerätes sah, das man auf dem Marsch praktischer abgenommen und verwahrt hätte, andererseits aber wohl abnehmen könnte, um es an dem als Schleifstein angenommenen Gegenstand am linken Oberschenkel zu schärfen. Schließlich kam er zu dem Ergebnis, dass das Gerät wahrscheinlich zum Abschlagen von Baumfrüchten, wie Oliven, diente, wobei man mit dem abstehenden Messer einzelne Früchte oder wilde Zweige abschneiden konnte. Für eine Interpretation als Werkzeug für die Olivenernte sprachen sich später ebenso Friedrich Matz, der dem „fröhlichen Zug“ auf der Schnittervase eine kultische Bedeutung beimaß, und Sabine Beckman aus.
Auch John Forsdyke hatte 1954 Schwierigkeiten mit der Praktikabilität des geschulterten Gerätes, insbesondere der gemeinsamen Anwendung der drei langen Zinken und des abstehenden Messers oder Hakens. Weil er keinen Verwendungszweck fand, bei dem sich beide Teile des Gerätes nicht gegenseitig behindern würden, nahm er schließlich an, dass es sich bei dem Haken um den primären Gegenstand handelte und dieser eine Hacke zur Feldarbeit darstellte, womit er sich Eduard Meyer anschloss, der die „Feldhacke“ auf der Schnittervase bereits im zweiten Band seines Werkes Geschichte des Altertums erwähnte. Die drei Zinken seien angebrachte Weidenzweige, so Forsdyke, um die Hacke rituell zu feiern. Da die Hacke nach Entfernung der Weidenzweige jedoch nicht am Ende der Stange angebracht wäre, wie für ein entsprechendes landwirtschaftliches Gerät erforderlich, könnte es sich um eine gleitende Klinge gehandelt haben. An Phantasie schien Forsdyke damit mehr zu besitzen, als er Savignoni vorwarf. Die Schnittervase stellte Forsdykes Meinung nach ein kultisches landwirtschaftliches Fest dar, bei dem sowohl der „Anführer“ als auch der Sistrumträger eine rituelle Kleidung trügen. Den an das linke Bein der Marschierenden gebundenen Gegenstand sah er als Sack mit Saatgut als Zeichen der Gunstbezeugung an die göttliche Aufsicht über das Fest.

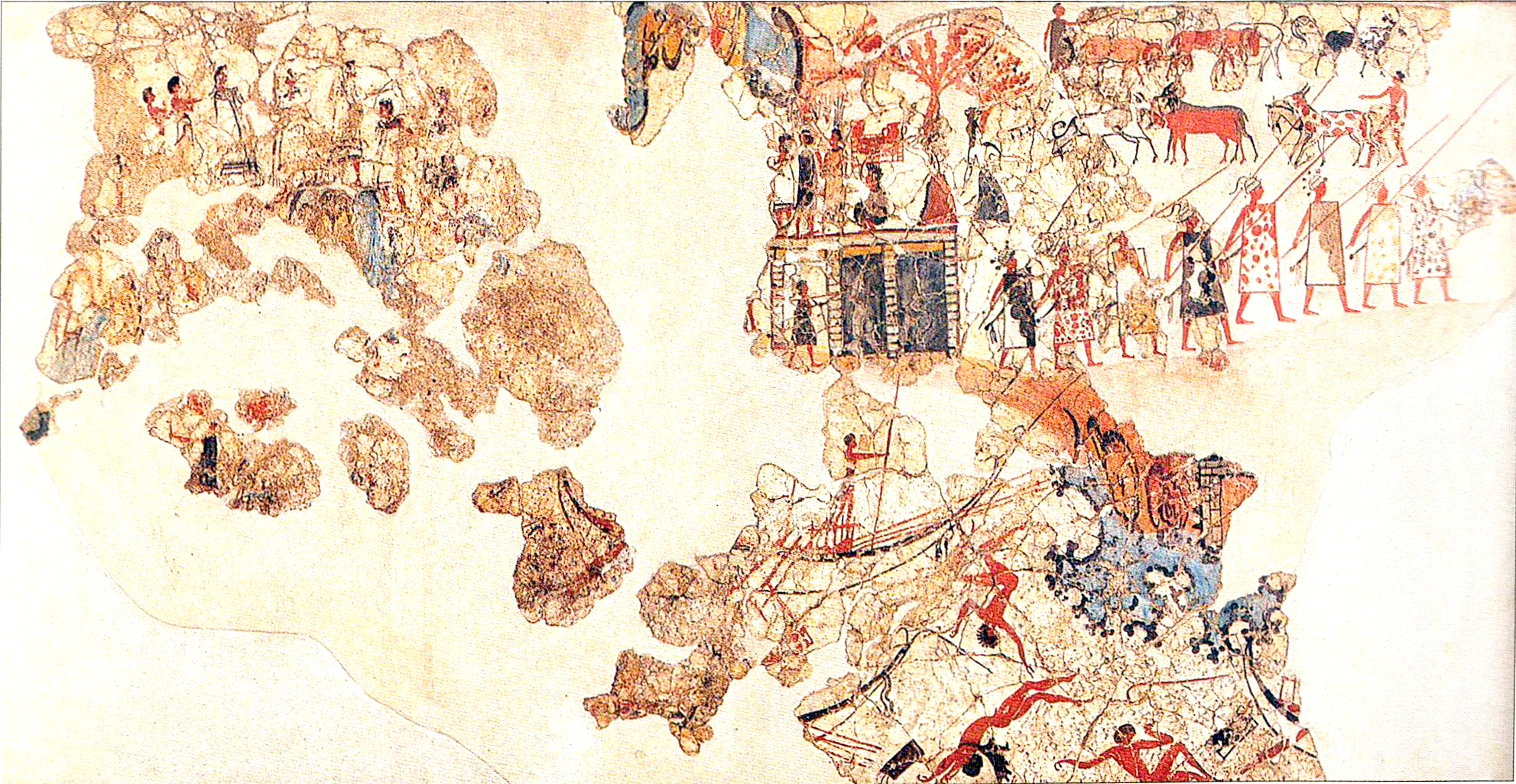
Krieger mit Lanzen, Eberzahnhelmen und Mänteln
(Fresko aus Akrotiri auf Santorin)

Hans Pars (Pseudonym) stellte in seinem 1957 erschienenen Buch Göttlich aber war Kreta das Relief zunächst als „Zug von Erntearbeitern“ vor, kam dann aber im Verlauf seiner Analyse zu dem Schluss, dass Savignoni recht gehabt haben müsse. Pars verglich die schuppenpanzerartige Bekleidung des „Anführers“ auf der Schnittervase mit der der Kommandanten der nackten Bogenschützen auf dem Bruchstück eines trichterförmigen Silberrhytons aus dem Schachtgrab IV von Mykene, das eine Stadtbelagerung zeigt. Eine ähnlich unförmige Bekleidung, die eine Schulter frei ließ und wohl als Schutzmantel gesehen werden muss, findet man bei den Lanzen und Eberzahnhelme tragenden Kriegern eines Freskos aus Akrotiri auf Santorin, hier allerdings scheinbar aus Tierhäuten gefertigt. Anders hingegen die Darstellung auf einem Siegelring aus Agia Triada, woher auch die Schnittervase stammt, bei der die Schuppenpanzerung des Mantels deutlich erkennbar ist. Schuppenpanzer der Bronzezeit bestanden aus auf verstärkte Kleidung wie Leinenpanzer oder Lederpanzer genähte oder genietete Bronzeplättchen und sind aus dem alten Ägypten wie aus Syrien und Mesopotamien bekannt.
Der gekrümmte Stab, den der „Anführer“ trägt, könnte ein Zeichen der Würde gewesen sein, ähnlich der Annahme Kurt Müllers für den Prinzenbecher. Ein solcher Krummstab ist auch unten rechts auf dem oben genannten Fresko von Akrotiri zu sehen, wie er neben einem Schiff im Meer versinkt. Die Wirkungsweise des Sistrums für die Marschkolonne auf der Schnittervase verglich Hans Pars mit einem Schellenbaum. Von den später auf Kreta gefundenen Sistren konnte er 1957 noch nichts wissen, weshalb er das Instrument mit den bis dahin bekannten aus Ägypten und dem Römischen Reich verglich. Pars nahm auch an, dass die drei „Sänger“ eine Pauke oder ein ähnliches Instrument trügen, das rechtsseitig ihre Körper verdeckte.
Nachdem er den an den linken Oberschenkel gebundenen Gegenstand als schwere Keule identifizierte und in Bezug auf die Deutung Kurt Müllers fragte, warum man einen „Schleifstein“ wie eine Keule darstellen sollte, wandte er sich den auf den Schultern getragenen dreizinkigen Geräten zu. Das seitwärts abstehende Teil hielt Pars für ein Haumesser, das mit dem Stiel durch die darüber befindliche Umwicklung fest verbunden war und als Picke oder Spitzhacke genutzt wurde, um etwas aufzureißen oder zu zerschneiden. Er folgerte nun, dass zwar die Forke an sich als Heugabel verwendet werden konnte, der feste Verbund mit dem Haumesser den Verwendungszweck als Erntegerät aber verbiete. Zudem seien bei diesem angenommenen Erntefest nur Männer dargestellt, obwohl in der damaligen Zeit Frauen bei der Feldarbeit gewöhnlich in der Mehrzahl waren. Pars resümiert, dass es sich bei den von den 21 Männern geschulterten Geräten um Harpunen handele, die nicht zum Fische-, sondern „Menschenstechen“ gedacht seien: „Die dreizackige Harpune ist als Kriegswaffe durch das ganze Altertum bezeugt, Poseidon führt sie im Kampf gegen die Titanen, und noch zur römischen Kaiserzeit sah man sie in den Händen der Gladiatoren.“
Die Deutung des dreizinkigen Gerätes als Stangenwaffe, die gestoßen oder geworfen werden kann, entspricht dem Dreizack der Antike. Dafür sprechen die geraden Zinken und die offensichtliche Leichtigkeit, mit der es von den Männern auf der Schnittervase getragen wird. Im Mittelalter waren Kriegsgabeln, aus dem landwirtschaftlichen Bereich stammende Bauernwaffen, ähnlich aufgebaut. Die Zinken des Gerätes auf der Schnittervase konnte man offensichtlich auswechseln, da die beiden äußeren Zinken an dem seitwärts abstehenden Teil enden, andeutungsweise in einer Bohrung des Teils stecken. Weiter oben sind sie zur Stabilität einzeln mit der mittleren Zinke verbunden. Ob die mittlere Zinke ebenfalls auswechselbar war, ist durch die dortige Umwicklung über dem seitwärts abstehenden Teil nicht ersichtlich. Auffällig ist, dass dieses hakenförmig abstehende Teil dicker dargestellt wird, als die Stange, an der es angebracht ist. Vermutlich wurde das Teil deshalb durch ein Auge (Schaftloch) auf die Stange aufgeschoben, wie bei einer Axt oder Hacke, und ist deshalb nicht als eingestecktes Messer, sondern als breiterer Haken zu sehen. Eine ähnlich zusammengesetzte Waffe ist das Zepter des Zenoposeidon, des Zeus von Osogo(a), dargestellt als Dreizack mit einer Doppelaxt am Schaft auf einer karischen Münze aus Mylasa.
Nimmt man als Herkunft der Stangenwaffe auf der Schnittervase die Fischerei an, wie es Hans Pars ableitet, so ist auch der nach unten gebogene Haken an der Harpune verständlich. Er diente wie ein Gaff zum an Bord hieven der harpunierten Tiere, ob Delfine, Mönchsrobben oder größere Fische. Die fehlenden Widerhaken an den drei Zinken auf der Schnittervase sprechen nun für eine Umfunktionierung der Harpune zur Stangenwaffe, womit sich auch die Funktion des nach unten gerichteten Hakens änderte, er als Enterhaken sinnvoll erscheint. Dreizacke und Enterhaken kamen vornehmlich in der maritimen Kriegsführung in offenen Booten vor. Ihre Haltbarkeit war auf kurze Kämpfe ausgelegt, nach denen sie repariert werden konnten. Demgegenüber wurden landwirtschaftliche Geräte für eine längerfristige Nutzung hergestellt. Der Hinweis auf die Leichtigkeit des Gerätes ist folglich gerade kein Indiz dafür, dass es keine Waffe sei, wie von Kurt Müller angenommen, denn ihre Handhabbarkeit im Kampf stand über der Langlebigkeit.

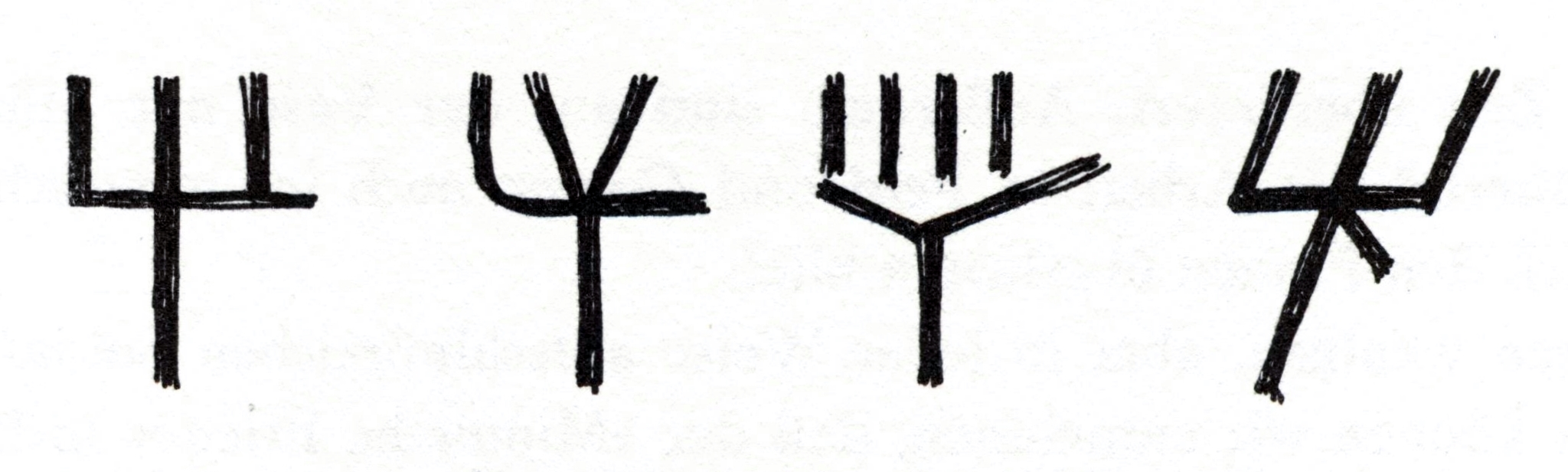
Stilisierte minoische Harpunenwaffe als Schriftzeichen für den Laut „i“ (nach Kehnscherper)

Auch Günther Kehnscherper sah die Szenerie 1973 als „marschierende Kolonne, mit Harpunen bewaffnet.“ Er verwirft die Deutung der Dreizacke als Sensen und Heugabeln, da solche landwirtschaftlichen Geräte erst 1000 Jahre später aufgekommen seien. Zudem wären nur Männer dargestellt, obwohl Feld- und Gartenarbeiten auch in der minoischen Kultur hauptsächlich den Frauen überlassen worden seien. Kehnscherper erkennt auf der Schnittervase eine einheitliche Uniformen und Waffen tragende Marschgruppe, die von einem Hauptmann mit Schuppenpanzer und Befehlsstab angeführt und von Vorsängern begleitet wird. Ihre Waffen bestünden aus Schlagkeulen und dreizackigen Harpunen mit seitlich abstehenden Klingen. Die Harpunen als gefährliche Hieb- und Stichwaffen wurden vermutlich beim Nahkampf auf Schiffen verwendet. Als Hauptwaffe der Minoer fand nach Meinung Kehnscherpers die dreizackige Harpune als Schriftzeichen für den Laut „i“ Eingang in die Linearschrift A (Lautzeichen 86 = L 100 a/c), etwas abgewandelt auch in die mykenische Linearschrift B (Zeichen 28 = i) und als Weiterentwicklung in die zyprische Linearschrift. Schließlich führt Kehnscherper an, dass im Totentempel des Ramses III. von Medinet Habu ein Krieger der Seevölker mit einem Hörnerhelm und dieser Harpunenwaffe dargestellt sei.
Es gibt ein weiteres Indiz dafür, dass auf der Schnittervase eine Schiffsbesatzung dargestellt werden sollte, die Anzahl der Männer. Zwar ist die Besatzungsstärke minoischer Schiffe heute nicht bekannt, doch scheint es, als wollte der Künstler eine bestimmte Anzahl von Personen auf dem Rhyton unterbringen und dies nur schaffte, indem er den „letzten“ Teil des Zuges, die Gruppo finale, wesentlich dichter herausarbeitete, als die Dreizackträger hinter dem „Anführer“. Parallelen zu dieser Person in seinem Schuppenpanzer gibt es auf Vasenmalereien späterer Zeit aus Enkomi (SH IIIB: etwa 1300–1190 v. Chr.) und Sounion (7. Jahrhundert v. Chr.), jeweils in Verbindung mit Schiffen, möglicherweise als Steuermann oder Kapitän, der in besonderer Weise geschützt werden musste.